# Piercing au nombril
Le piercing de l’ombilic  (également appelé piercing du nombril) est un piercing réalisé sur la berge de l’ombilic. Il s’agit en général de la partie supérieure de la berge de l'ombilic qui sert de support au piercing, la position du piercing dépend néanmoins de la créativité du pierceur. Le véritable piercing de l’ombilic  nécessite que le porteur du bijou possède un nombril présentant un certain degré de proéminence (outie en anglais), ce qui demeure aujourd’hui relativement rare. Le piercing au nombril est aujourd’hui majoritairement porté par des femmes. 

## Histoire et culture

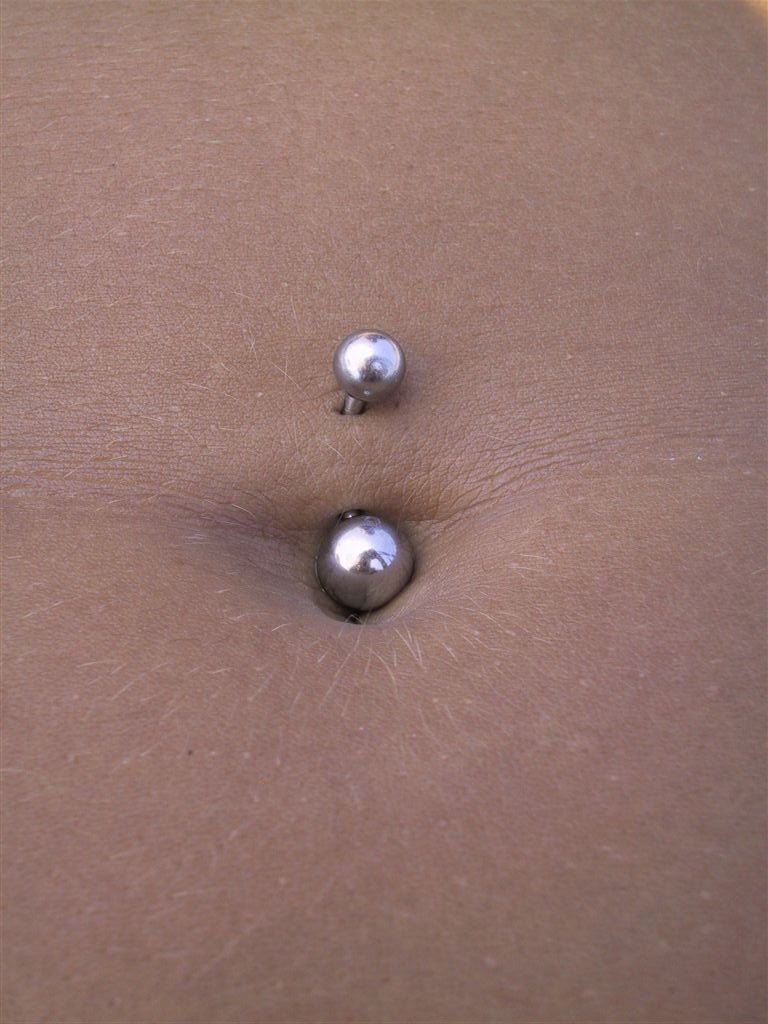
Un barbell simple

Il n'existe pas de trace historique de l’existence du piercing du  nombril dans le passé, mais on retrouve beaucoup d'éléments tendant à prouver qu’on ornait autrefois l'ombilic, pour des raisons à la fois rituelles et esthétiques. 
Si le piercing au nombril connaît depuis les années 1970 un certain succès aux États-Unis, ce dernier ne se démocratise réellement qu’en 1993, à l’occasion d’un défilé de mode à Londres au cours duquel Christy Turlington  s’exhibe avec un anneau au nombril. D’après McClain, rédacteur au Washington Post, « Le jour suivant, Naomi Campbell, apparemment en proie à une jalousie entre top modèles, est apparue en public avec un anneau en or au nombril orné d’une perle ». Cette tendance se développe rapidement parmi les célébrités et dans le milieu de la mode. On voit notamment Madonna, Beyonce et Janet Jackson se faire percer le nombril. Cette mode prend une ampleur grandissante au cours des années suivantes jusqu’à faire du nombril la seconde zone du corps la plus percée après les oreilles. Selon Berthra Szumski, président de l’Association of Professional Piercers, ce type de piercing consisterait aujourd’hui pour les pierceurs un commerce très profitable. Néanmoins, certains attribuent volontiers le succès de ce piercing à  Britney Spears. On considère aujourd’hui que les piercings des pop-stars de l’époque ont incité des milliers - voire des millions - de jeunes filles à en porter également. La vulgarisation du piercing pourrait également prendre sa source dans le clip vidéo de la chanson Cryin' d’Aerosmith, dans lequel Alicia Silverstone apparaît avec le nombril percé. 

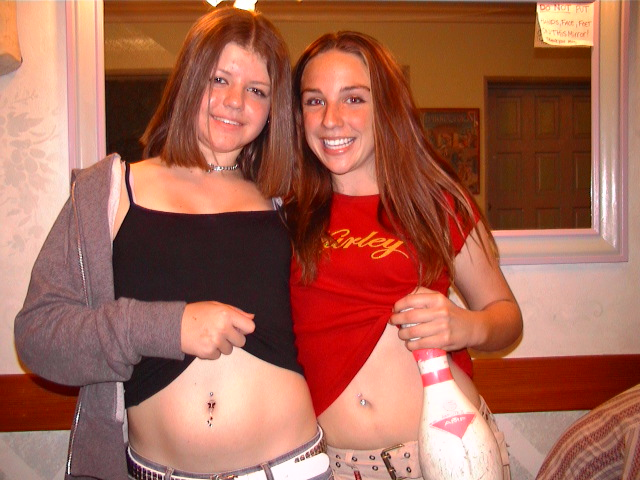
Deux femmes avec des piercings au nombril, 2004.

L’apparition du piercing de l’ombilic a sans nul doute été favorisée par la mode des jeans taille-basse et des tops de plus en plus courts qui laissent visible l’ombilic. Contrairement aux autres types de piercings, le piercing du nombril est réalisé pour des raisons esthétiques et n’a pas d’origine rituelle ou religieuse. Il est communément admis que l’engouement pour ce dernier est dû à son caractère érotique. Le fait qu’il soit facile de dissimuler ce piercing sous les vêtements, même pendant un long processus de cicatrisation, a contribué à la large diffusion de ce piercing, en particulier chez les jeunes.
Aujourd'hui, le nombril est, après les oreilles, la zone du corps la plus fréquemment ornée d’un piercing. La majeure partie des femmes ayant le nombril percé l’ont réalisé à l’adolescence. Il n’est pas rare que les femmes enceintes soient obligées de l’enlever définitivement pendant les derniers mois de leur grossesse.

## Perçage et cicatrisation

### Perçage

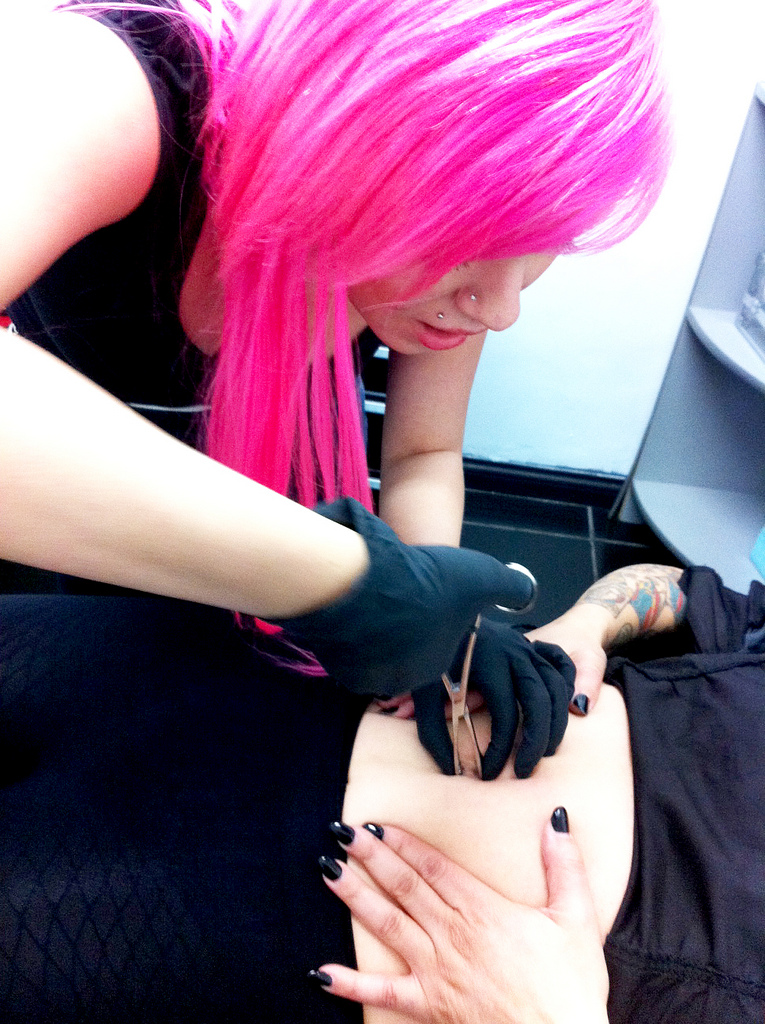
Femme pince la berge de l’ombilic avec une pince clamp

Comme tous les piercings autres que le perçage du lobe de l'oreille (boucles d’oreille classiques), le piercing du nombril se réalise à l’aide d’une aiguille creuse. Le pierceur marque le corps au feutre noir avant de pincer la berge de l’ombilic avec une pince clamp. Celle-ci présente deux bords plats et troués, de manière qu’une aiguille puisse être passée à l’intérieur de la pince. L’aiguille creuse est passée au travers de la partie de la berge de l’ombilic maintenue par la pince et momentanément laissée ainsi. La pince est ensuite retirée et le pierceur adjoint à l’aiguille le bijou. Le diamètre du bijou étant inférieur à celui de l’aiguille, une extrémité de ce dernier est placée à l’intérieur de l’aiguille. En retirant délicatement l’aiguille, le piercing prend sa place.

### Cicatrisation
Le piercing du nombril peut cicatriser rapidement et sans problèmes, comme le piercing de l’oreille, ou plus difficilement comme un piercing de surface, avec un risque de rejet du piercing qui allonge la durée de cicatrisation. La cicatrisation de ce piercing peut aussi être compliquée par une irritation et des lésions provoquées par les vêtements, en particulier les vêtements serrés à la taille en fonction de la position du nombril par rapport à l’emplacement de la taille.
L’ombilic est l’un des sites nécessitant une cicatrisation de longue durée - 10 à 12 mois pour le nombril contre six semaines pour les oreilles. Il est également propice aux infections. Le bijou doit traverser des tissus sous-cutanés lorsque le piercing est réalisé proprement, et ne doit en aucun cas altérer le vestige ombilical. Une infection du piercing peut entraîner une sur-infection intra-abdominale. On peut également observer une cellulite à proximité de la zone percée. Des cas documentés d’infection sévère du piercing au nombril ont été recensés aux États-Unis.

## Types de bijoux

### Bijoux pour nombril percé
Le piercing du nombril permet - par sa localisation - le port de nombreuses formes de bijoux, contrairement à d'autres (langue ou arcade sourcilière par exemple), pour lesquels le choix est plus limité. 
- Le plus souvent, les jeunes femmes portent un barbell : tige légèrement arquée dont chacune des extrémités est une boule. Pour le nombril, il n'est pas rare de rencontrer des barbells modifiés, présentant par exemple des pendeloques à l'extrémité la plus basse, ou bien un motif interchangeable plus imposant que la boule conventionnelle. Il existe également des bijoux combinant chaîne de taille et piercing du nombril, l'un étant rattaché avec l'autre. Il a été établi une norme spéciale pour le barbell de nombril (également appelé bananabells ou ""bananabars"", en référence à leur forme courbe). Le Bananabell standard a un diamètre de 1,6 mm et une longueur de 9,5 mm ou 11,1 mm, taille le plus communément désignée par le terme de calibre 14. Les couvercles d'argent à chaque extrémité du barbell simple mesurent habituellement 5 mm de diamètre au minimum et 8 mm de diamètre au maximum. En particulier, les barbells portés au nombril sont de diamètre supérieur à ceux portés à l'arcade, ce qui rend tout échange impossible.
- Les anneaux, qui peuvent être - ou non - des anneaux à bille captive, sont également fréquemment portés. Ces derniers peuvent présenter des ornements sous forme de pendentif. Il est préférable d'utiliser les barbells plutôt que les anneaux comme premier bijou. En effet, les anneaux glissent facilement et peuvent favoriser l'infection pendant la période de cicatrisation.
- Les spirales sont analogues aux anneaux mais ont leurs deux extrémités décalées dans l'espace. Le nombril est l'une des rares parties du corps permettant le port sans risque de ce type de bijou.
- Le piercing inverse présente un motif sur la partie supérieure du bijou, ce qui est contraire à la convention. L'effet est proche de celui des puces d'oreille : le motif ornemental semble flotter sur le corps. Lorsque le motif est imposant, le bijou peut posséder une charnière.

### Bijoux pour nombril non-percé
Il est également possible de trouver dans les boutiques d'accessoires des bijoux destinés à être portés au nombril sans que celui-ci soit pour autant percé. 
- Les autocollants sont des bijoux présentant un motif en forme de disque ayant une surface suffisamment importante pour que celle-ci puisse être collée dans la cavité de l'ombilic. Ces derniers présentent la plupart du temps des pendeloques ou des chaînettes. Ce type de bijoux est adapté pour les nombrils présentant une cavité (innie).
- Les pinces se présentent sous forme d'anneau assez plat ayant une charnière en leur milieu. Cette dernière est refermée sur la berge de l'ombilic et maintenue au moyen d'un ressort. Leur aspect est proche des huggy earrings, et leur mécanisme est inspiré des clips d'oreille.